# Cordillera de Montecillos
La Reserva Biológica De Montecillos es una cadena montañosa ubicada en el centro de Honduras, a unos 75 km en dirección nor-oeste desde Tegucigalpa.
La Reserva Biológica De Montecillos se extiende por unos 30 km en dirección sureste - noroeste y en sentido transversal abarca de 4 a 9 km. Su monte más elevado alcanza una altura de 2459 m. Parte de la cordillera de Montecillos (unas 13 000 hectáreas) ha sido designada reserva biológica.
Entre los ríos que fluyen por sus valles se destacan el río Cumes, el río Guango lolo y el río Calán.
Actualmente se encuentra en gran peligro tanto su flora como su fauna debido a grupos campesinos, los cuales no respetan los límites establecidos por la ley y han destruido una gran parte de esta reserva, también las instituciones públicas encargadas del medio ambiente han sido cómplices de su destrucción. Debido a que no aplican la ley, ni muestran interés en recuperar las áreas invadidas por las personas que se dedican a la agricultura, las cuales carecen de información sobre la ley mala forestal de  Honduras